# 孔斯坦蒂纳 (巴西)
孔斯坦蒂纳（葡萄牙語：Constantina）是巴西南大河州的一个市镇。总面积202.999平方公里，总人口9842人，人口密度48.5人/平方公里。